# Brigitte Schuller
Brigitte Schuller-Kornbrust (* 1934 in Coburg; † 2016 in Berlin) war eine deutsche Bildende Künstlerin. Sie arbeitete überwiegend im Bereich der künstlerischen Keramik.

## Vita
Von 1951 bis 1955 absolvierte Brigitte Schuller ein Keramikstudium, das überwiegend handwerklich orientiert war, bei der Dozentin Anneliese Braunmüller und bei Boris Kleint an der Staatlichen Schule für Kunst und Handwerk (Saarbrücken), einer Vorgängerin der Hochschule der Bildenden Künste Saar. Während dieser Studienzeit belegte sie auch Kurse im Fach Grundlehre bei Oskar Holweck. 1955 legte sie an der Saarbrücker Handwerkskammer ihre Gesellenprüfung ab. In den Jahren 1956 bis 1957 führte sie ihr Studium weiter an der Kunstgewerbeschule Basel, und sie nahm parallel dazu Unterricht bei dem Keramikkünstler und Kunstkritiker Mario Mascarin in Muttenz bei Basel. Von 1957 bis 1958 arbeitete sie in der Werkstatt des Keramikkünstlers Otto Hohlt in Katzbach am Inn. 1958 schloss sich ein Studienaufenthalt in Frankreich an, während dessen sie auch an Zeichenkursen der Académie de la Grande Chaumière (Paris) teilnahm.
1960 siedelte Schuller nach Saarbrücken um und baute sich in der Danziger Straße ein eigenes Atelier auf, in dem sie bis 1974 arbeitete. 1970 unternahm sie eine Studienreise nach Japan, die sie auch über Moskau, Irkutsk und Nachodka führte. 1973 nahm sie an einem internationalen Keramik-Symposion in Bechyně (CSSR) teil. Ein Jahr später organisierte sie, bei eigener Teilnahme, ein gleiches Symposion im saarländischen Mettlach. 1974 kehrte sie nach Katzbach/Inn zurück und betrieb dort bis 1984 ein gemeinsames Atelier mit Görge Hohlt, mit dem sie verheiratet war. 1985 später zog sie um in ein eigenes Atelier nach Rott am Inn, in dem sie bis 1987 arbeitete. 1988 zog sie wieder nach Saarbrücken, wo sie, in zweiter Ehe verheiratet mit dem Bruder des Bildhauers Leo Kornbrust, Franz Kornbrust, am Westpreußenring ein eigenes Atelier hatte. In den Jahren 1994 und 1997 nahm Schuller an einem internationalen Porzellan-Symposion im polnischen Wałbrzych (dt.: Waldenburg) teil.
1993 wurde Brigitte Schuller in den Werkbund Saar aufgenommen, eine Vereinigung von Bildenden Künstlern, Architekten, Unternehmern und Sachverständigen.

## Werk
Nach eigener Aussage sucht Brigitte Schuller in ihrem Schaffen schon recht früh die Nähe zur Architektur. Dies drückt sich in ihren zahlreichen Arbeiten aus, die sie für Bauwerke (Kunst am Bau) und für den Öffentlichen Raum schuf. Auch eine Brunnenanlage findet sich in ihrem
Œuvre. Schuller arbeitet überwiegend mit Ton und der Töpferscheibe. Die meisten ihrer Stücke sind auf der Scheibe gedreht und "... mit relativ einfachen, mehrschichtig übereinander liegenden Glasuren in vorherrschend dunklen Tönen versehen". Bei ihren früheren Arbeiten achtet die Künstlerin auf die Verwendbarkeit ihrer Vasen, Schalen und Becherformen. Figürliche und gegenständliche Darstellungen sind nicht Schullers Sache, sie gestaltet ihre Objekte mit Vorliebe abstrakt. Häufig finden sich in ihren Werken amorphe Gestaltungen. In späteren Schaffensphasen werden ihre Arbeiten filigraner, ihre Verwendbarkeit steht nicht mehr im Vordergrund.
Bei ihren Arbeiten am Bau benutzt Brigitte Schuller zahlreiche weitere Materialien. Steinzeug, Irdene Ware, und Porzellan, aber auch Acryl oder Edelstahl finden sich auf ihrer Gestaltungspalette. Ihre Wandgestaltungen gehören nach Ansicht von Fachleuten zu den richtungsweisenden und prägenden Elementen in der zeitgenössischen Keramik.

## Auszeichnungen – Preise
- 1967: Goldmedaille Vième exposition internationale de la céramique d'art (der AIC Genf) (Istanbul)
- 1968: Förderwettbewerb für Kunsthandwerker der Handwerkskammer Mainz (3. Preis)
- 1973: Deutsche Keramik, Westerwaldpreis (für einen künstlerisch gestaltete Fußboden in Trier)
- 1984: Oberbayerischer Kulturpreis (gemeinsam mit Görge Hohlt)
- 1989: 1. Preis im Wettbewerb des Staatlichen Hochbauamtes Saarbrücken

## Ausstellungen (Auswahl)
- 1970 Galerie Handwerk, München; Galerie Moering, Wiesbaden
- 1978 Emslandmuseum Forum Form, Clemenswerth
- 1979 Fogge Museum, Bremen
- 1986 Museum für moderne Keramik, Deidesheim
- 1989 "Arbeiten von 1969-1989", Kulturhaus St. Ingbert
- 1995 Museum für Stadtgeschichte und Volkskunde, Heppenheim
- 1997 Kunstverein Dillingen, Galerie im Alten Schloß
- 2001 "Brigitte Schuller. Neueste Arbeiten", Orangerie Blieskastel; Keramik-Galerie Bürkner, Frechen
- 2003 Arté Ristoranti, Lugano, Schweiz
- 2007 Galerie im Alten Schloss, Dillingen

## Werke – Arbeiten am Bau (Auswahl)
- 1964 Wandgestaltung im Hörsaal der Med. Fakultät der Universität des Saarlandes (Homburg)
- 1970 Keramik-Stelen an der Orthopädie der Universitätsklinik (Homburg)
- 1972 Wandgestaltung im Schwimmbad Saarlouis
- 1973 Treppenhausgestaltung über drei Stockwerke im Erzbischöflichen Generalvikariat Trier
- 1975 Wandgestaltung aus Keramik, Ev. Kirche Saarbrücken-Eschberg
- 1978 Skulptur aus Steinzeug und Porzellan, Oberpostdirektion München
- 1987/88 Wandgestaltung im Eingangsbereich der Landeszentralbank in Schwäbisch Hall
- 1989 Wandgestaltung in der Polizeidirektion Saarbrücken
- 1990/91 Außenwandgestaltung der Saarbank-Passage in Saarbrücken (8 m × 3 m)
- 1991/92 Gestaltung des Speisesaals, Unfallklinik Tübingen
- 1993 Wandrelief (2,90 m × 3,45 m) im Badenwerk Karlsruhe-Durlach
- 1993/94 Gestaltung von zwei Brunnen der Firma Barneys in Beverly Hills und New York
- 1994 Wandgestaltung, Gebäude der Vereinigten Elektrizitäts-AG VEAG Berlin
- 1995 Pfeilergestaltung der Eingangshalle der COSMOS-Versicherung Saarbrücken
- 1996 Wandgestaltung des Speisesaals (4 m × 12 m) der Firma La Roche, Monza/Italien
- 1998 Fassadenrelief an der Rotenbergschule Saarbrücken
- 2001 Rekonstruktion von Fliesen und Dachziegeln aus der Jahrhundertwende 1900, Landratsamt St. Wendel
- 2004 Gestaltung von zehn Kirchenfenstern in der Kirche St. Georg, Neunkirchen/Saar